# Morioka Hachiman-gū
Le Morioka Hachiman-gū (盛岡八幡宮) est un sanctuaire shinto situé à Morioka dans la préfecture d'Iwate au nord du Japon. Il est célèbre pour son festival annuel se déroulant le deuxième samedi de juin et durant lequel a lieu la Chagu chagu umakko (en), une parade de chevaux qui est reconnue en 1978 comme bien culturel folklorique. En 1996, le son des cloches de la Chagu chagu umakko est sélectionné par le ministère de l'Environnement pour faire partie des 100 sons naturels du Japon. Le sanctuaire est également célèbre pour ses spectacles de tirs à l'arc à cheval (yabusame) durant son festival annuel du 15 septembre.

## Histoire
Le Morioka Hachiman-gū est construit en 1062 à la fin de l'époque de Heian lorsque Minamoto no Yoriyoshi apporte un bunrei du sanctuaire titulaire du clan Minamoto, l'Iwashimizu Hachiman-gū de Kyoto, pour prier pour la victoire dans sa campagne contre le clan Abe durant la guerre de Zenkunen. Il est d'abord nommé Hatomori Hachiman-gū (鳩森八幡宮). Le sanctuaire est reconstruit en 1593 par le clan Nanbu pour devenir le sanctuaire protecteur du château de Morioka.
Sous le système moderne de classement des sanctuaires shinto en vigueur de 1871 à 1946, le Morioka Hachiman-gū est officiellement désigné comme un « sanctuaire préfectoral ». Les structures de l'époque d'Edo sont détruites par le feu en 1884. La structure principale actuelle date de 2006.

## Divinité
Le sanctuaire est dédié au kami Hachiman qui est reconnu comme un amalgame du semi légendaire empereur Ōjin et de sa consort, l'impératrice Jingū.

## Source de la traduction
- (en) Cet article est partiellement ou en totalité issu de l’article de Wikipédia en anglais intitulé « Morioka Hachimangū » (voir la liste des auteurs).